# Cochlespira bevdeynzerae
Cochlespira bevdeynzerae is een slakkensoort uit de familie van de Cochlespiridae. De wetenschappelijke naam van de soort is voor het eerst geldig gepubliceerd in 2010 door Garcia.